# Katie Melua

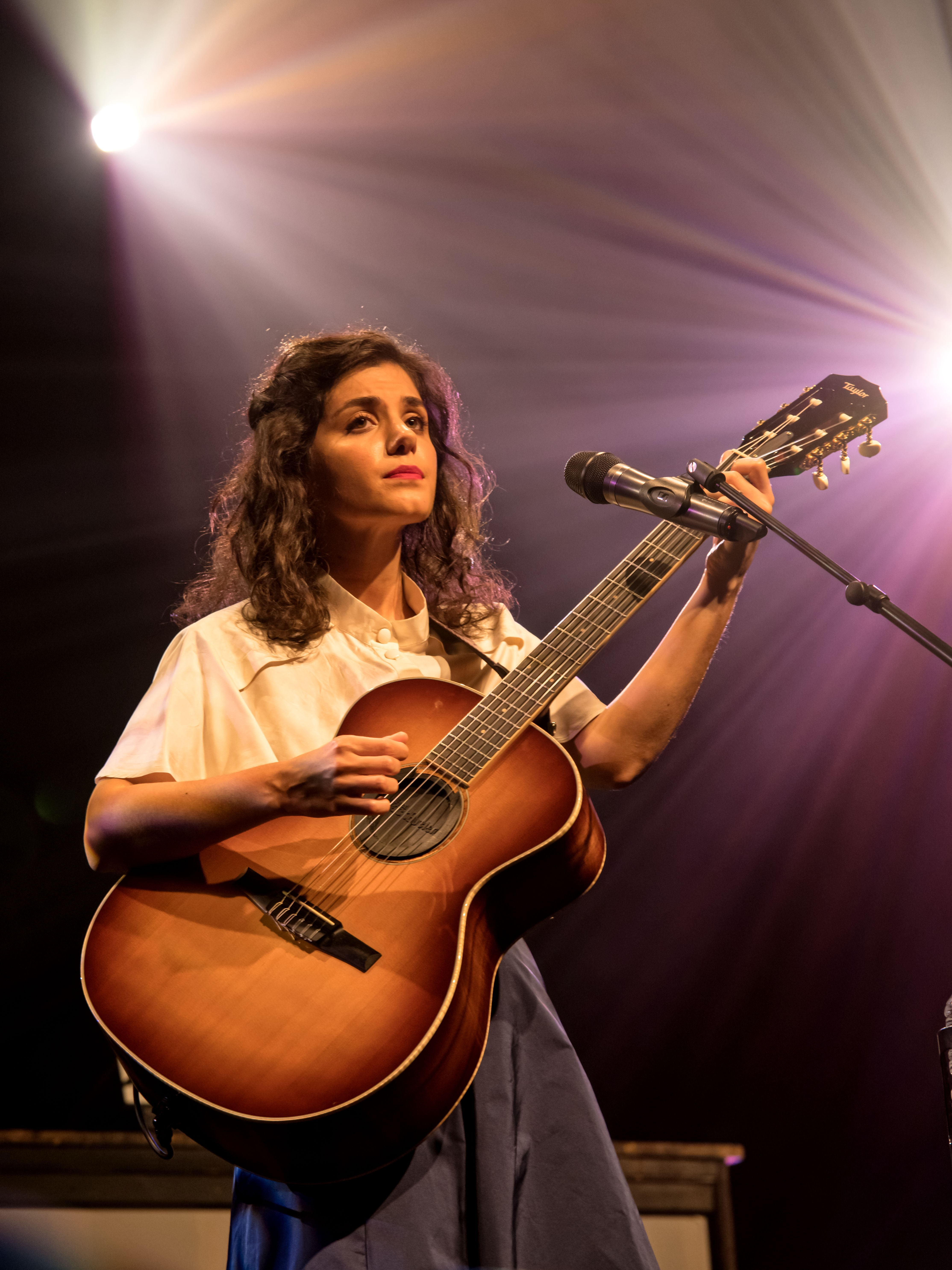
Zelt-Musik-Festival 2016 Freiburg, Alemania.

Ketevan Melua (en georgiano: ქეთი მელუა; Kutaisi, 16 de septiembre de 1984) conocida simplemente como Katie Melua es una cantante y compositora georgiano-británica. Hizo su debut musical en 2003 y en tres años se convirtió en la artista femenina con mayores ventas en el Reino Unido, así como la artista femenina europea con mayores ventas en Europa.

## Comienzos
Ketevan Melua nació en Kutaisi, Georgia, en 1984, que entonces formaba parte de la Unión Soviética. Pasó sus primeros años con sus abuelos en la capital Tiflis. Más tarde se mudó a Batumi con sus padres y su hermano, donde su padre trabajaba como cirujano cardíaco. Durante este tiempo, Melua a veces tenía que recoger cubos de agua pesados para su casa, por eso, en hoteles de lujo, donde, según sus propias palabras, a menudo piensa en esos días.
En 1993, debido a la guerra civil de Georgia, la familia se mudó a Belfast, Irlanda del Norte, donde el padre de Katie fue contratado por el prestigioso Royal Victoria Hospital. Mientras vivía en Broadway Road, cerca del hospital, Katie fue a la escuela primaria católica St. Catherine, donde estudió inglés durante tres meses (con pronunciación local en irlandés), y a la edad de once años fue a Dominican College. Más tarde, su hermano menor (ocho años más joven) fue enviado a una escuela protestante. En la escuela, en Falls Road, donde los ataques con bombas eran frecuentes en ese momento. Esta vez, Katie más tarde escribió su canción Belfast (Penguins and Cats). Katie tiene catorce años cuando su familia se muda a Inglaterra. (Primero a Sutton, un suburbio de Londres, luego a Redhill, Surrey County, Londres, luego al Distrito de Paddington de Londres). Katie continuó sus estudios en la Escuela Secundaria Nonsuch en el sur de Londres (Cheam, Sutton). En 2001, Katie se inscribió en la School for Performing Arts & Technology (en Londres, Croydon), la única escuela de este tipo en Inglaterra en ese momento. Aquí obtiene una calificación musical ("el BTEC con un nivel A en música"). Curiosamente, uno de los exámenes finales de 2003 fue un examen de "armonía barroca", como se describe en el blog de Katie en su sitio web oficial. 
Cuando Katie cumplió 17 años cuando comenzó a aprender a tocar la guitarra en la escuela. Después del éxito de sus dos primeros álbumes, Katie Melua se mudó de sus padres a Notting Hill en Londres, transformando una habitación de invitados en su estudio. Melua habla tres idiomas: inglés, georgiano y ruso. Katie es en parte rusa y canadiense.

### Primer programa de televisión (2000)
Al ser políticamente inestable en Georgia y en Irlanda del Norte, Melua originalmente planeó ser una historiadora o política. "Honestamente, pensé que sería capaz de traer paz al mundo... Si reinara", dijo más tarde. Esta idea cambió a la edad de 15 años cuando comenzó a escribir canciones en 2000 y cuando participó en el concurso de talentos "Stars Up Their Nose" organizado por ITV. Melua ganó el concurso con la canción de Badfinger "Without You" (la canción fue conocida por ella, gracias a Mariah Carey). El premio fue un cupón de muebles de la IMF de 350 libras, del cual Katie llevó una silla a su padre.

## Carrera musical

### Explorando sus Comienzos
La cantante tuvo un gran impacto cuando conoció las grabaciones de Eva Cassidy. Cuando descubrió que la trágica cantante ya no estaba viva y que nunca la vería en vivo, escribió su canción Faraway Voice. Esta canción atrajo al compositor y productor de Melua, Mike Batt, que la acababa de escuchar tres semanas después de que se publicara la canción. Katie se inscribió en la pequeña editorial de Batt, Dramatic, pero se quedó en la Escuela Británica para terminar sus estudios. Esto se hizo en julio de 2003.

### Call Off the Search(2003)

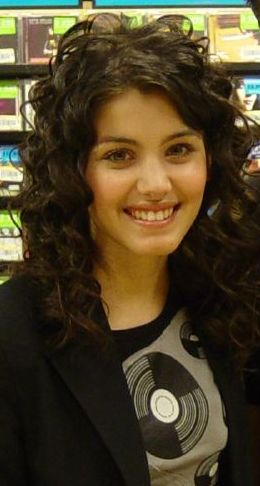
Katie Melua en 2004.

El álbum de debut de Melua, Call Off the Search, fue lanzado el 3 de noviembre de 2003 y contó con dos canciones escritas por Melua: "Belfast (Penguins and Cats)", una canción sobre la experiencia de Melua en la conflictiva capital de Irlanda del Norte y "Faraway Voice", una canción sobre la muerte de Eva Cassidy. Melua también versionaba canciones de Delores J. Silver ("Aprendiendo los Azules"), John Mayall ("Crawling up a Hill"), Randy Newman ("Creo que va a llover hoy") y James Shelton, originalmente un éxito británico para la cantante Elkie Brooks). Las otras seis canciones del álbum fueron compuestas por Mike Batt.
Inicialmente fue difícil para Melua y Batt obtener difusión para el sencillo del álbum, "The Closest Thing to Crazy". Esto cambió cuando el productor Paul Walters de la radio BBC 2 oyó el sencillo y lo puso en el programa popular del desayuno de Terry Wogan. Wogan puso "The Closest Thing to Crazy" con frecuencia en el verano de 2003. El apoyo de Wogan realzó el perfil de Melua y cuando Call Off the Search fue lanzado en noviembre de 2003 apoyado por una campaña televisada financiada por Batt, entró en la lista de los 40 mejores álbumes del Reino Unido. El sencillo alcanzó el puesto número 10 en la lista del Reino Unido. Después de una aparición en el Royal Variety Show el álbum fue impulsado aún más y Batt continuó una campaña de marketing implacable y el álbum alcanzó el puesto número uno en enero de 2004. Call Off the Search llegó a los cinco primeros en Irlanda, los veinte en Noruega y al top treinta en una lista europea compuesta. En el Reino Unido el álbum vendió 1,9 millones de copias, lo que lo hizo seis veces el platino, y pasó seis semanas en la parte superior de las listas del Reino Unido. Vendió 3,6 millones de copias en todo el mundo. Los sencillos siguientes del álbum no repitieron el éxito del primero - el segundo y la pista del título del álbum "Call Off the Search" alcanzó el número 19, y el tercer sencillo "Crawling up a Hill" llegó al número 41. El álbum alcanzó 6X platino en Reino Unido, 3X platino en Noruega, 2X platino en Alemania, Holanda, Dinamarca e Irlanda, Platino en Sudáfrica, Australia y Suiza y Oro en Nueva Zelanda y Hong Kong.

### Piece by Piece(2005)

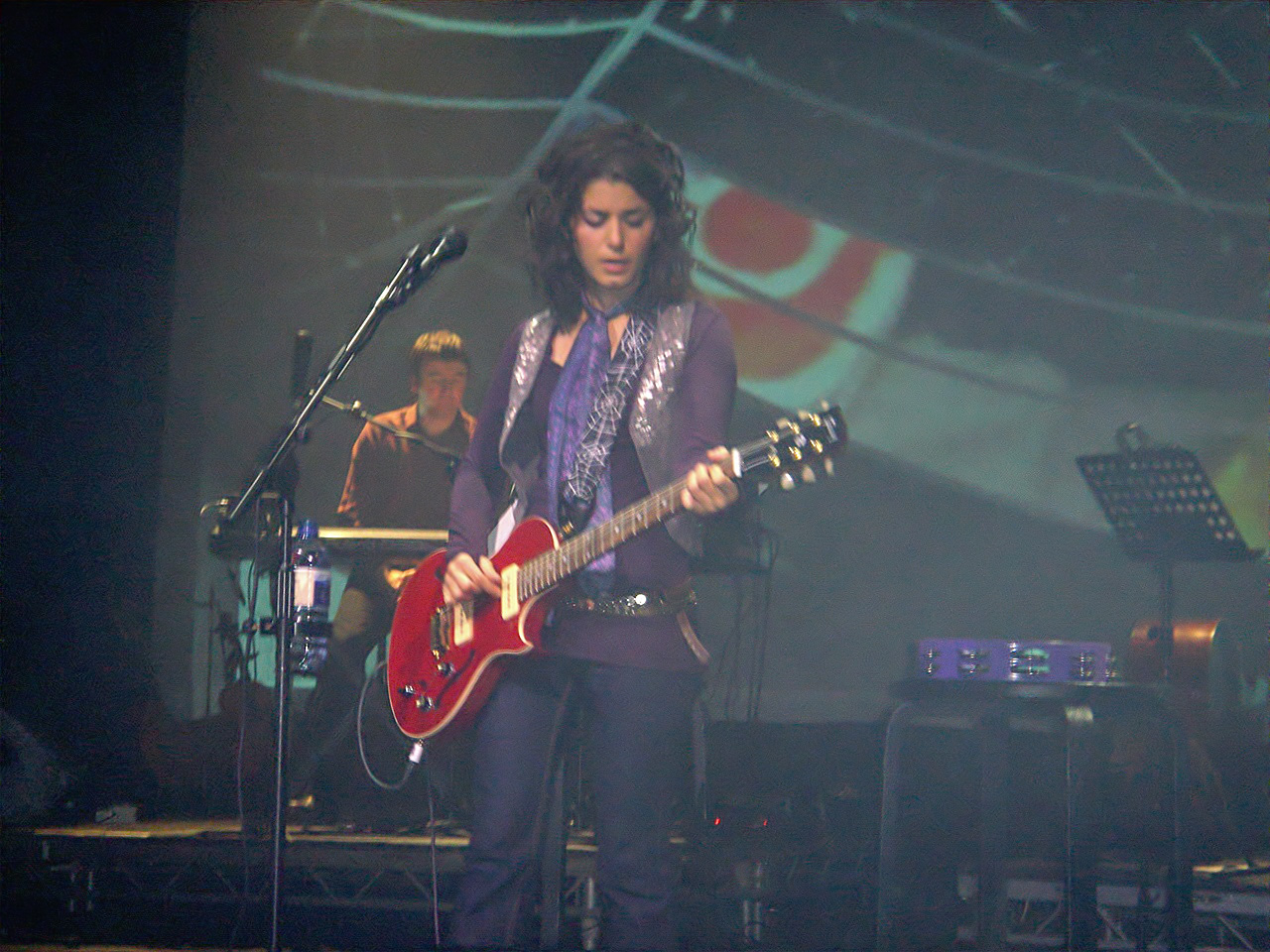
Katie Melua en su gira en 2006.

El segundo álbum de Melua, Piece by Piece, fue lanzado el 26 de septiembre de 2005. Su sencillo principal fue "Nine Million Bicycles", que fue lanzado una semana antes del álbum el 19 de septiembre y fue el número 3 en la lista de sencillos del Reino Unido. El álbum contiene cuatro canciones más escritas por Melua, cuatro más por Batt (incluyendo "Nine Million Bicycles"), una colaboración de Batt / Melua y tres canciones más descritas como nuevas versiones de "grandes canciones". La formación de la banda fue la misma que en el primer álbum. El álbum debutó en el número uno en la lista británica de álbumes en la semana del 3 de octubre de 2005. Este álbum introdujo a Melua en Europa, donde vendió 1 millón de copias sólo en Alemania y alcanzó la posición número uno en la lista de álbumes "europeos" de Billboard. 4X platino en Reino Unido e Irlanda, 3X platino en Noruega, Dinamarca, Holanda y Alemania, 2X platino en Polonia y Suiza y al menos platino o oro en Francia, Islandia, Sudáfrica, Austria, Bélgica, Nueva Zelanda y Suecia. Las ventas mundiales hasta la fecha superan los 3,5 millones.

### Pictures(2007)

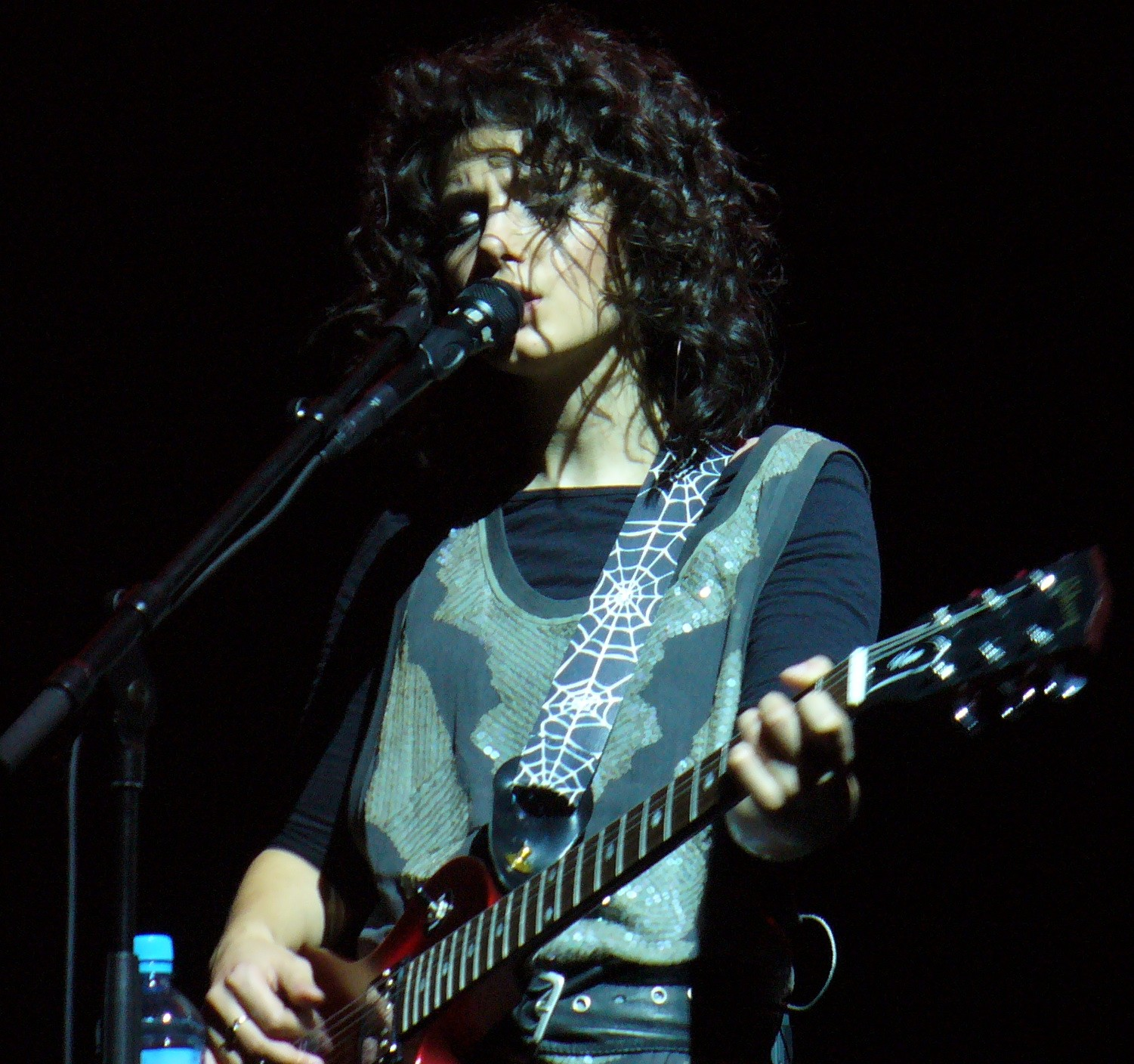
Katie Melua en su gira de conciertos en 2008.

El tercer álbum de Melua, Pictures, fue lanzado en el Reino Unido el 1 de octubre de 2007 y fue anunciado como, al menos temporalmente, el último de sus álbumes en colaboración con Mike Batt como compositor principal y productor. También cuenta con la amiga de Melua, Molly McQueen, la exdirectora de The Faders, como coautora de "Perfect Circle". Melua también colaboró con Andrea McEwan en el álbum, quien escribió las letras de "What I Miss About You" y "Dirty Dice". El álbum también incluyó una versión de "In My Secret Life" de Leonard Cohen y Sharon Robinson. Melua dijo de la versión, "Se parece completamente a mí, acerca de cómo todos tenemos grandes ideales, pero en realidad terminamos conformándonos, siguiendo a todos los demás".
Melua lanzó cuatro sencillos del álbum: "Si usted fuera un velero", "Mary Pickford", "Si las luces salen", y "Pueblo fantasma". "Mary Pickford", escrita por Mike Batt, era sobre la estrella de cine muda del mismo nombre. "Ghost Town" fue la primera melodía de reggae de Melua.
La versión de iTunes del álbum incluye una versión de la canción de Prince "Debajo de la luna de cereza" como pista adicional.

### Collection,Live at the O2 Arena(2008-2009)

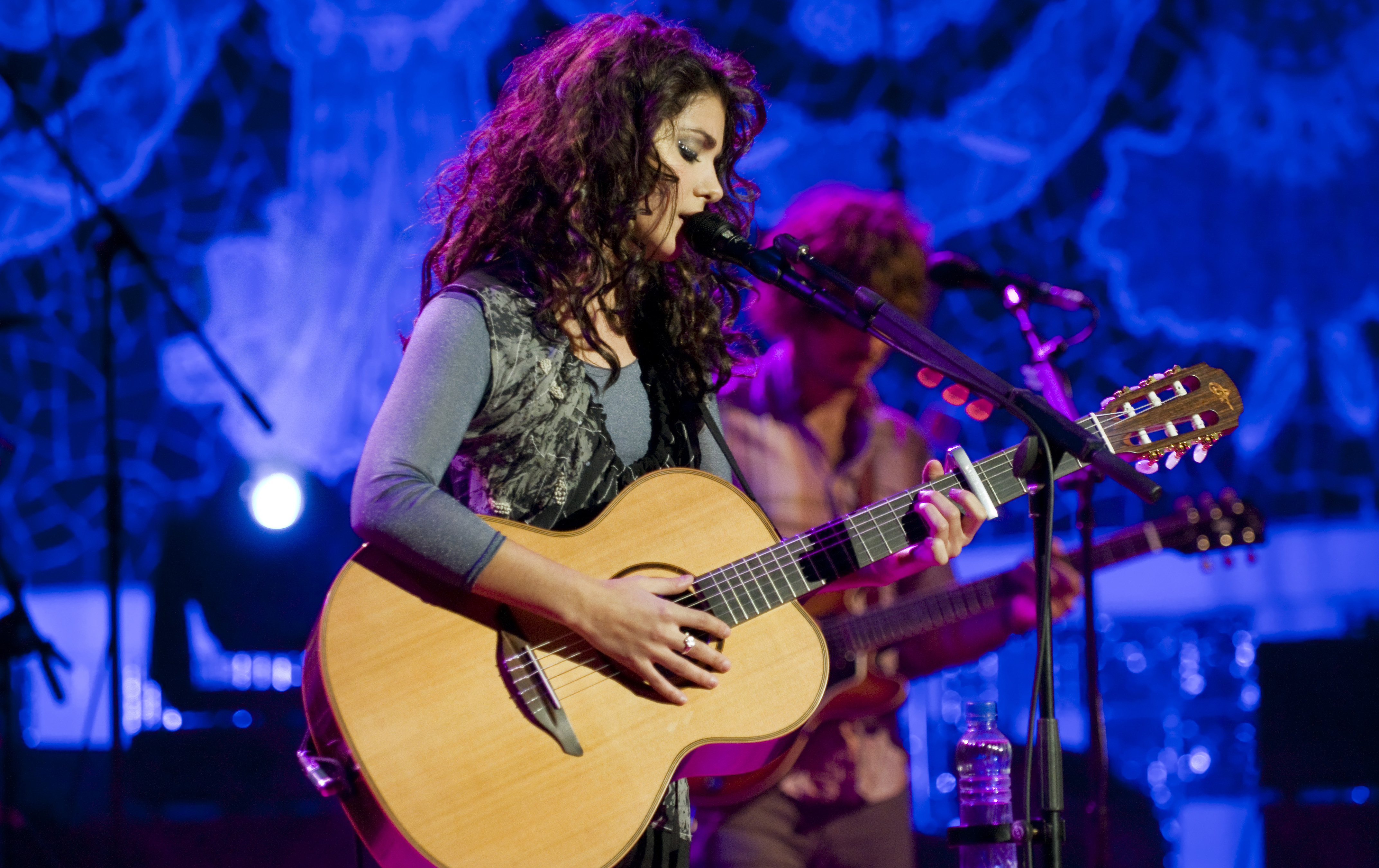
Katie Melua en Barcelona.

En el 27 de octubre de 2008, Melua sacó un álbum recopilatorio, The Katie Melua Collection, que incluye 14 canciones en tres discos anteriores, y tres nuevas canciones, Two Bare Feet - para el que se realizó un clip de vídeo antes de su lanzamiento - Toy Collection - cuya versión acústica fue cantada más tarde por Melua para la película Faintheart- y Somewhere in the Same Hotel. El otro álbum es un DVD con una grabación de un concierto en Rotterdamy, una reseña tras bastidores.
El 18 de mayo de 2009, el álbum en vivo de Melua, Live at the O2 Arena , fue lanzado en Londres, el 8 de noviembre de 2008, durante el Tour Pictures. Hay 19 canciones en el álbum, que incluyen una canción popular georgiana, Qviteli Potlebi (Yellow Leaves), y una de Janis Joplin, Kosmic Blues.

### The House(2010)
El cuarto álbum de Melua, The House, fue lanzado el 24 de mayo de 2010. Entre los compositores se encuentran Lauren Christy, Guy Chambers y Rick Nowels, con William Orbit de productor.

### Secret Symphony(2012)
El quinto álbum de estudio de Melua, Secret Symphony fue lanzado el 5 de marzo de 2012. El álbum fue grabado de nuevo en colaboración con el orquestador y productor Mike Batt. Melua dijo en un comunicado: "Siempre había querido hacer esto un día, cantar canciones de otras personas te aleja algo de ti y tu voz que no es tal vez la que tendrías trabajando vocalmente con tu propio material."

### Ketevan(2013)
El sexto álbum de estudio de Melua, Ketevan, fue lanzado el 16 de septiembre de 2013. Ketevan entró en las listas británicas en el número 6. Ketevan también entró en el top 10 en Francia, Polonia, Dinamarca, Alemania, Holanda y Suiza en su primera semana de lanzamiento.

### In Winter(2016)
El séptimo álbum de Melua, In Winter, fue lanzado el 14 de octubre de 2016. Para este disco, Melua regresó a su Georgia natal para grabar un álbum con el Gori Women's Choir, una compañía georgiana nativa de cantantes. Melua reveló durante una entrevista con The Guardian que su asociación con Mike Batt había llegado a su fin después de su último álbum, ya que era un contrato de seis álbumes con la compañía de discos de Batt Dramático. "Fue un contrato de seis álbumes", explica ella, "así que cuando se terminó el sexto, ya sabes - estaba terminado y había llegado el momento de separarnos... Fue tal vez un poco más recíproco un lado que el otro Sí - no fue fácil, como usted puede imaginar Y todavía estoy increíblemente orgullosa del trabajo que hicimos juntos Pero tenía que suceder y creo que ha sido mutuo ."

### Ultimate Collection(2018)
Este trabajo contiene 33 canciones, 30 extraídas de sus siete discos de estudio, y tres bonus tracks: una versión de Fields of gold, de Sting, y dos nuevas versiones de Bridge over troubled water, de Simon & Garfunkel, acompañada por The Georgian Philharmonic Orchestra, y Diamonds are forever de Shirley Bassey.

### Live in concert(2019)
Publicado el 13 de diciembre de 2019, recoge el concierto grabado el 8 de diciembre de 2018 en el Central Hall de Westminster, Londres, con la colaboración del Gori Women's Choir. Contiene 21 canciones extraídas de sus 7 discos de estudio, y está presentado en forma de libreto, con 84 páginas, que incluyen un ensayo de Katie Melua, fotos inéditas del renombrado fotógrafo Karni Arieli y varias ilustraciones.

## Otros trabajos

### Actuación y modelado
Melua apareció en un segmento de la película Grindhouse de 2007, escrita por Quentin Tarantino y Robert Rodríguez. El segmento en el que apareció Melua, titulado "No", fue un tráiler falso, dirigido por Edgar Wright y producido al estilo de un tráiler de la película Hammer House of Horror de los años 70.
En 2009, Melua fue nombrada como la nueva cara del diseñador francés de cachemira, Eric Bompard.

### Poseedora del récord mundial
El 2 de octubre de 2006, Melua entró en el Libro Guinness de los Récords por interpretar el concierto más profundo bajo el agua 303 metros bajo el nivel del mar en la plataforma noruega Troll A de la empresa Statoil en el mar del Norte. Melua y su banda se sometieron a extensas pruebas médicas y entrenamiento de supervivencia en Noruega antes de volar en helicóptero a la plataforma. Más tarde, Melua describió el logro del disco como "el concierto más surrealista que he hecho". El concierto de Melua se conmemora en el lanzamiento del DVD Concert Under the Sea, lanzado en junio de 2007.

### Trabajos de caridad
En noviembre de 2004, se le pidió a Melua que participara en Band Aid 20 en la que se unió a un coro de cantantes de pop británicos e irlandeses para crear una versión de "Do They Know It's Christmas?" para recaudar fondos para el alivio del hambre en África. Luego, en marzo de 2005, Melua cantó "Too Much Love Will Kill You" ("Demasiado amor te matará") con Brian May en el concierto 46664 en George, Sudáfrica, para la organización benéfica del VIH de Nelson Mandela. Melua había sido fanática de Queen desde su infancia en Georgia cuando sus tíos tocaban la música de la banda, así que actuar con May fue la realización de un sueño infantil. Más tarde, en 2005, a través de su papel como embajadora de buena voluntad para la organización benéfica Save the Children , Melua fue a Sri Lanka, donde observó el trabajo que la caridad estaba haciendo para los niños en el área después de la guerra civil y el tsunami del Océano Índico. En 2006, Melua donó todas las ganancias de su sencillo "Spider's Web" a la organización benéfica.
El 7 de julio de 2007, Melua actuó en la etapa alemana de Live Earth en Hamburgo y en diciembre de ese año, Melua lanzó una versión de la canción de Louis Armstrong "What a Wonderful World" en la que cantó con una grabación de la difunta Eva Cassidy. Todas las ganancias del sencillo, que debutó en la primera ubicación en la lista de sencillos del Reino Unido, el 16 de diciembre de 2007, fueron destinadas a la Cruz Roja.
Melua ha visitado tiendas de caridad de Oxfam durante muchos años, usándolas con frecuencia para comprar su ropa. Ella ha declarado que esto se relaciona tanto con su aversión por el gasto y el glamur como con su apoyo a la organización benéfica, y admite que se ve "como un vagabundo" y que su peluquero la llama juguetonamente "El limpiador de ventanas rumano".
Katie también es patrona de Fair Trees , la organización que está tratando de detener la explotación de los recolectores de conos en Ambrolauri , Georgia, por la industria europea de árboles de Navidad. A la población local de esta región de Georgia se le paga una miseria por arriesgar sus vidas trepando a los abetos de 30 m de altura para recolectar los conos de donde se extraen las semillas y se envían a los viveros de árboles de Navidad en Europa. Hasta que Fair Trees llegó, estos recolectores de cono no recibieron equipo de seguridad ni capacitación, no tenían seguro médico y pagaban muy poco; Cada año la gente se lesiona e incluso muere haciendo este trabajo. Fair Trees crece y vende los únicos árboles de Navidad de comercio justo en el mundo (certificados por WFTO).
Katie es patrona de la organización benéfica Manx Cancer Help, que ofrece apoyo a los enfermos de cáncer y está basada en la Isla de Man. Ella asistió a la bola de recaudación de fondos 2013 para la caridad.

### Influencias musicales
Melua ha declarado que la banda de rock Queen fue una gran influencia para ella cuando era niña / adolescente, con uno de sus recuerdos de la música siendo su tío tocando discos de Queen y Led Zeppelin. Tocó con Queen en el concierto 46664 en Sudáfrica en marzo de 2005.
Melua apareció en la BBC 's The Culture Show en noviembre de 2006 abogando por Paul McCartney como su elección en la búsqueda de icono viviente más grande de Gran Bretaña.

## Conciertos

### Conciertos en vivo

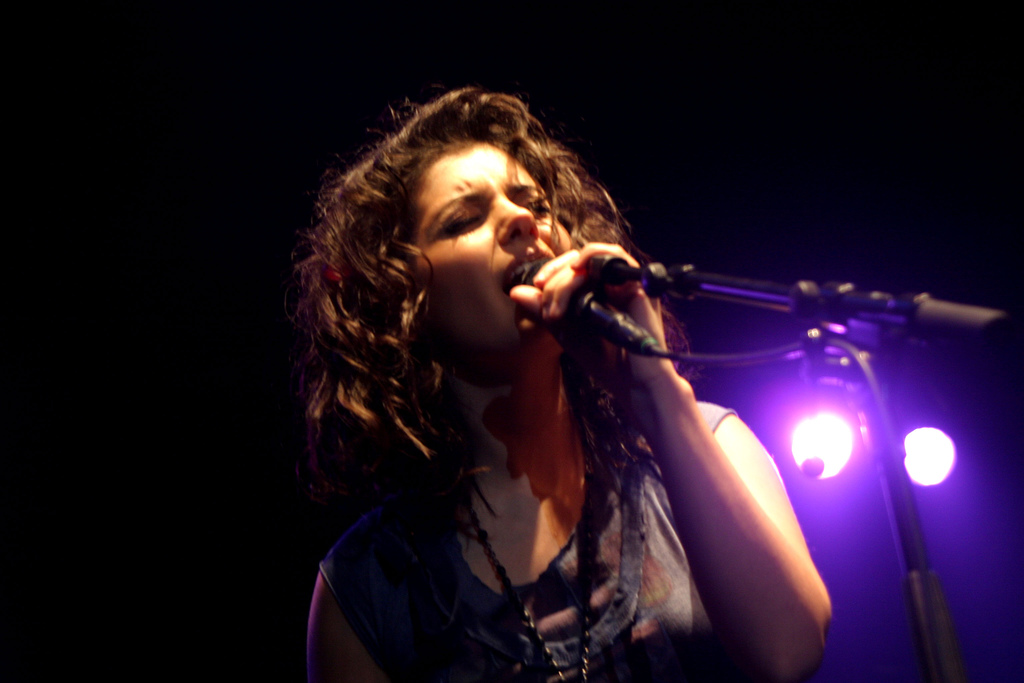
Katie Melua.

La primera gira de conciertos de Melua fue en 2008, en Escocia, Reino Unido, y se dirigió a casi toda Europa, junto con los conciertos norteamericanos posteriores. En 2005, visitó Sudáfrica, Australia y Nueva Zelanda, e incluso actuó en Japón. Además de los grandes conciertos, a Katie también le gustan las presentaciones más pequeñas y locas. Sus actuaciones más significativas incluyen cantar con Jamie Cullum en dúo en 2004, Los gatos del amor, en los premios británicos.
El 19 de marzo de 2005, Melua participó en un concierto en la 46664 en George África para luchar contra la lucha contra el VIH por Nelson Mandela. En el mismo año, también estuvo presente en la entrega del Premio Nobel de la Paz. En el mismo año también interpretó una canción en honor a la boda del príncipe Pieter-Christiaan y su esposa, Anita, y el príncipe Floris y su esposa Aimée.
Melua estuvo en Live Earth en Alemania en julio de 2007. Aquí realizó Nine Million Bycicles, On the Road Againt, Spider's Web y Thank You, Star. En el mismo mes, también asistió al North Sea Jazz Festival en Róterdam, Países Bajos.
En 2007 comenzó nuevamente en una gira de conciertos, que terminó en enero de 2009.
Entre mayo y junio de 2009, comenzó la gira acústica Melua en América del Norte con el álbum Pictures.
En enero de 2010, se anunció una gira europea a gran escala en el sitio web de Melua en otoño de 2010, pero en septiembre, debido a su agotamiento, sus médicos sugirieron no trabajar durante algunos meses, por lo que todos sus conciertos y programas promocionales se pospusieron hasta después de Navidad.
En julio de 2014, actuó en un castillo VeszprémFest en Veszprém, Hungría. Había estado en Hungría varias veces antes para dar entrevistas, pero fue su primera presentación en vivo.

## Vida personal
Katie estuvo en una relación con Luke Pritchard, el líder de The Kooks en School of Performing Arts. Aunque rara vez hablaron sobre su relación, es de saber que estuvieron juntos durante tres años y planearon un matrimonio. Cuando Katie tuvo más éxito, la relación se vio obstaculizada y rompió en marzo de 2005.
Después de romper con Pritchard, salieron especulaciones sobre su sexualidad en los periódicos sensacionalistas, el tabloide británico News of the World dijo que Katie tenía una relación cercana con una fotógrafa. Melua afirmó que las suposiciones sobre su sexualidad no interferirían con su privacidad y le gustaría mantener un pequeño misterio en el futuro.
Katie fumó marihuana para obtener algo de inspiración musical. En 2004, dijo que dejó de hacerlo debido a un notable deterioro en su creatividad. "Nunca he usado cosas como el LSD o la cocaína y espero no hacerlo. Pero creo que a veces tengo que probar cosas... solo una vez".
Ocasionalmente se le llama "dependiente de la adrenalina" porque le gustan las montañas rusas y los parques de atracciones, parapente y vuelo de cometas. Le gusta saltar en paracaídas y en 2004 saltó de un edificio de 200 metros. Mike Batt acerca de la "adicción suprarrenal" de Melua dijo: "[Melua] disfruta de las cosas extremas, pero sus emociones siempre son moderadas en la vida".
Durante la guerra de Osetia del Sur de 2008, el hermano de Melua y su madre se encontraban a orillas del mar Negro y los detuvieron dos veces cuando querían ir a la capital, Tiflis. Por cierto, Katie había planeado irse a Georgia para sus vacaciones de verano. En 2011, Katie Melua apareció en casi todos los eventos de James Toseland, según las pruebas de los tabloides y los deportes de motor. En enero de 2012, el sitio web oficial de Katie Melua confirmó que salió con  Toseland. En Navidad la pareja se comprometió. El 1 de septiembre de 2012, Katie Melua y James Toseland se casaron. En una entrevista en 2020 anunciaron que estaban separados. En octubre de 2020 se confirmó el divorcio."
En agosto de 2022 hizo público su embarazo. En noviembre de ese año nació su hijo Sandro.

### Estudios
Después de que Katie aprobara el examen de graduación en la escuela secundaria Nonsuch en Surrey, se inscribió en la Escuela de Artes Escénicas. Comenzó a escribir canciones allí y conoció a su posterior productor, Mike Batt.
Melua no fue educada en la universidad, a pesar de que a menudo dice que le atrae la literatura inglesa, la historia y la física. Antes de su gira en 2008, Melua declaró repetidamente que tiene la intención de tomarse un descanso más largo en el otoño, después de pasar los últimos cinco años con un trabajo continuo, inscribirse en un curso universitario y declarar que podría estar en Nueva York por este tiempo. pero esto no se realizó.

### Ciudadanía británica
El 10 de agosto de 2005, se hizo ciudadana británica junto a su hermano y sus padres. Melua recibió un pasaporte británico, lo que le facilita los viajes. El hecho de que se hiciera ciudadana británica significa que ya tenía tres nacionalidades en su vida: soviética, georgiana y británica. Después de la ceremonia, Melua explicó lo orgullosa que estaba de su nueva ciudadanía. “Como familia, tenemos la suerte de haber encontrado una vida feliz en este país y sentir que pertenecemos a ella. Todavía nos consideramos georgianos, porque están nuestras raíces y vuelvo a Georgia cada año para ver a mis abuelos y primos, pero me enorgullece ser una ciudadana británica".

## Discografía

### Álbumes
- 2003: Call off the search

- Reino Unido: 6xPlatinos 1,800,000 copias.
- Alemania: 2xPlatinos 400,000 copias.
- Suiza: Platino 30 000 copias.
Ventas totales 3,500,000
- 2005: Piece by piece

- Reino Unido: 4xPlatinos 1,300,000 copias.
- Alemania: 3xPlatinos 600,000 copias.
- Suiza: 2xPlatinos 60,000 copias.
Ventas totales 3,200,000
- 2007: Pictures

- Reino Unido: Platino 500,000 copias.
- Alemania: Platino 200,000 copias.
- Suiza: 2xPlatinos 60,000 copias.
Ventas totales 1,600,000
- 2008: The Katie Melua Collection

- 2009: Live at the O2 Arena

- 2010: The House

- 2012: Secret Symphony

- 2013: Ketevan

- 2016: In Winter

- 2018: Ultimate Collection

- 2019: Live In Concert (Featuring Gori Women's Choir)

- 2020: Album No. 8
- 2023: Love & Money

### Sencillos
- 2004: "The closest thing to crazy" R.U.: # 10[9]
- 2004: "Call off the search" R.U.: # 19[9]
- 2004: "Crawling up a hill" R.U.: # 46[9]
- 2005: "Nine million bicycles" R.U.: # 5[9]
- 2005: "I cried for you/Just like Heaven" R.U.: # 35[9]
- 2006: "Spider's web" R.U.: # 52[9]
- 2006: "It's only pain" R.U.: # 41[9]
- 2006: "Shy boy"
- 2007: "If you were a sailboat" R.U.: # 23[9]
- 2007: "Mary Pickford (Used to eat roses)"
- 2007: "What a wonderful world" (dueto con Eva Cassidy) R.U.: # 1[9]
- 2008: "If the lights go out" R.U.: # 96[9]
- 2008: "Ghost town"
- 2008: "Toy Collection"
- 2008: "Two Bare Feet"
- 2010: "The Flood" R.U.: # 35[9]
- 2010: "A Happy Place"
- 2010: "To Kill You with a Kiss"
- 2011: "Gold in them Hills"
- 2012: "The Bit That I Don't Get"
- 2012: "Better Than a Dream"
- 2012: "Moonshine"
- 2012: "The Walls of the World"
- 2012: "Forgetting All My Troubles"
- 2013: "I Will Be There" R.U.: # 99[9]
- 2013: "The Love I'm Frightened Of"
- 2017: "Fields of Gold" R.U.: # 29[9]

## DVD
- 2005: On the road again
- 2011: Katie Melua with Stuttgart Philharmonic Orchestra